# Список Героев Социалистического Труда (Самадалашвили — Саяхимов)
Эта страница является частью списка Героев Социалистического Труда и перечисляет в алфавитном порядке лиц, удостоенных звания Героя Социалистического Труда, чьи фамилии начинаются с буквы «С», от Самадалашвили до Саяхимов.
- Список не включает дважды и трижды Героев Социалистического Труда, а также лиц, лишённых этого звания.
- Список содержит информацию о датах жизни, роде деятельности и дате присвоения звания Героя.
- Герои, удостоенные звания посмертно, выделены в списке  серым цветом .
- Герои, сменившие фамилию после присвоения звания, приводятся в списках дважды, при этом строка с новой фамилией выделяется  бежевым цветом  и не имеет номера.

## Список людей, фамилии которых начинаются с «С»
| Навигационная таблица | Навигационная таблица    |
| --------------------- | ------------------------ |
| «С»                   | Саакян — Сальникова      |
| «С»                   | Самадалашвили — Саяхимов |
| «С»                   | Сборщикова — Сечина      |
| «С»                   | Сибиркин — Сиюхов        |
| «С»                   | Скаженик — Смыслин       |
| «С»                   | Снегирёв — Союстов       |
| «С»                   | Спаривак — Стычинский    |
| «С»                   | Субаев — Сяплов          |

| №          | Фамилия, имя, отчество             | Даты жизни              | Деятельность | Дата присвоения | ГС         |
| ---------- | ---------------------------------- | ----------------------- | --- | --------------- | ---------- |
| 1          | Самадалашвили Иван Захарович       | 19.01.1926 — 24.06.1984 | Заместитель начальника Грузинского управления гражданской авиации Министерства гражданской авиации СССР, гор. Тбилиси                                                                                               | 02.04.1966      | [ ГС 1 ]   |
| 2          | Самадов Ахмад                      | 1898—1981               | Председатель колхоза «Коммунизм» Канибадамского района Ленинабадской области | 02.06.1948      |            |
| 3          | Самаргвелиани Эраст Георгиевич     | 15.05.1914 — ????       | Председатель колхоза «Шрома» Лагодехского района Грузинской ССР | 21.02.1948      | [ ГС 2 ]   |
| 4          | Самарин Андрей Николаевич          | 25.09.1899 — 18.03.1966 | Председатель колхоза «Гордость комсомольца» Муромского района Владимирской области | 17.06.1949      | [ ГС 3 ]   |
| 5          | Самарин Виктор Сергеевич           | 13.06.1912 — 09.08.1979 | Управляющий трестом «Башспецнефтестрой» Главбашстроя Министерства промышленного строительства СССР, гор. Уфа Башкирской АССР                                                                                        | 05.04.1971      | [ ГС 4 ]   |
| 6          | Самарин Михаил Тимофеевич          | 05.12.1928 — 26.12.1993 | Генеральный директор Челябинского станкостроительного завода имени С. Орджоникидзе Министерства оборонной промышленности СССР                                                                                       | 10.03.1981      | [ ГС 5 ]   |
| 7          | Самарский Александр Андреевич      | 19.02.1919 — 11.02.2008 | Заведующий отделом Института прикладной математики Академии наук СССР, академик АН СССР, гор. Москва | 16.02.1979      | [ ГС 6 ]   |
| 8          | Самарский Михаил Алексеевич        | 1927 — ????             | Звеньевой колхоза имени Жданова Кокпектинского района Семипалатинской области | 28.03.1948      | [ ГС 7 ]   |
| 9          | Самарцев Михаил Алексеевич         | 20.12.1931 — 19.12.1985 | Тракторист совхоза имени М. Горького Атбасарского района Целиноградской области | 10.12.1973      | [ ГС 8 ]   |
| 10         | Самарченко Зинаида Ильинична       | 20.04.1937 — 19.11.2014 | Заведующая фермой колхоза «Дружба» Яковлевского района Белгородской области | 13.03.1981      | [ ГС 9 ]   |
| 11         | Самбетов Касым                     | 1896 — ????             | Старший чабан каракулеводческого совхоза «Таласский» Министерства совхозов СССР, Таласский район Джамбулской области                                                                                                | 01.12.1949      | [ ГС 10 ]  |
| 12         | Самборский Николай Данилович       | 1912 — ????             | Слесарь Иваньковского сахарного комбината Министерства пищевой промышленности Украинской ССР, Маньковский район Черкасской области                                                                                  | 26.04.1971      |            |
| 13         | Самборский Пётр Федотович          | 15.04.1921 — 23.02.2012 | Звеньевой механизированного звена колхоза имени Советской Армии Котовского района Одесской области | 08.04.1971      | [ ГС 11 ]  |
| 14         | Самедов Баба Самед оглы            | род. 1934               | Механизатор совхоза имени Орджоникидзе Шекинского района Азербайджанской ССР | 23.02.1978      | [ ГС 12 ]  |
| 15         | Самедов Зарбали Мирзаага оглы      | 01.01.1908 — 04.10.1979 | Учитель средней школы № 190, гор. Баку Азербайджанской ССР | 01.07.1968      | [ ГС 13 ]  |
| 16         | Самедов Кудрат Ашур оглы           | 04.04.1904 — 08.01.1972 | Звеньевой колхоза «Красный Азербайджан» Сальянского района Азербайджанской ССР | 10.03.1948      | [ ГС 14 ]  |
| 17         | Самко Анна Илларионовна            | 1926—2007               | Звеньевая молочного совхоза имени Куйбышева Министерства совхозов СССР, Никопольский район Днепропетровская область                                                                                                 | 16.04.1949      | [ ГС 15 ]  |
| 18         | Самниашвили Надежда Ражденовна     | 12.08.1922 — ????       | Учительница Шиндисской средней школы, Горийский район Грузинской ССР | 27.06.1978      | [ ГС 16 ]  |
| 19         | Самойленко Анатолий Михайлович     | род. 10.02.1938         | Звеньевой совхоза «Рисовый» Раздольненского района Крымской области | 15.05.1987      | [ ГС 17 ]  |
| 20         | Самойленко Василий Афанасьевич     | 05.04.1911 — 19.09.1992 | Комбайнёр совхоза «Степной» Тимирязевского района Северо-Казахстанской области | 23.06.1966      | [ ГС 18 ]  |
| 21         | Самойленко Матрёна Андреевна       | 04.04.1912 — 22.11.2000 | Доярка совхоза «Лесной» Бийского района Алтайского края | 22.03.1966      | [ ГС 19 ]  |
| 22         | Самойленко Юрий Николаевич         | род. 08.10.1949         | Заместитель главного инженера Чернобыльской АЭС по дезактивации Министерства среднего машиностроения СССР, Киевская область                                                                                         | 24.12.1986      | [ ГС 20 ]  |
| 23         | Самойлик Нина Васильевна           | 08.05.1908 — 28.05.1972 | Директор средней школы № 126, гор. Харьков | 01.07.1968      | [ ГС 21 ]  |
| 24         | Самойлов Илья Сергеевич            | 1898—1977               | Бригадир чабанской бригады колхоза имени Калинина Цюрупинского района Херсонской области | 26.02.1958      | [ ГС 22 ]  |
| 25         | Самойлов Михаил Васильевич         | 1898 — 11.10.1984       | Управляющий трестом «Макеевуголь» комбината «Сталинуголь» Министерства угольной промышленности западных районов СССР, Сталинская область                                                                            | 28.08.1948      | [ ГС 23 ]  |
| 26         | Самоличенко Иван Иванович          | 05.07.1936 — 19.03.2001 | Комбайнёр совхоза «Орловский» Татарского района Новосибирской области | 11.12.1973      | [ ГС 24 ]  |
| 27         | Самонов Александр Григорьевич      | 21.06.1931 — 15.05.1996 | Старший плавильщик Балхашского горно-металлургического комбината Министерства цветной металлургии Казахской ССР, Карагандинская область                                                                             | 20.05.1966      | [ ГС 25 ]  |
| 28         | Самородов Владимир Ерофеевич       | 27.07.1930 — 09.07.2017 | Бригадир комплексной бригады строительного управления № 14 треста № 43, гор. Новосибирск | 11.08.1966      | [ ГС 26 ]  |
| 29         | Саморук Мария Петровна             | 1916 — ????             | Доярка Олыкского племенного завода Киверцовского района Волынской области | 22.03.1966      | [ ГС 27 ]  |
| 30         | Самоследов Тихон Фёдорович         | 10.06.1909 — 07.06.1985 | Старший чабан колхоза имени XVII партконференции Ремонтненского района Ростовской области | 22.03.1966      | [ ГС 28 ]  |
| 31         | Самотаев Пётр Филиппович           | 06.08.1941 — 16.05.2014 | Тракторист-машинист колхоза «Рассвет» Тюльганского района Оренбургской области | 29.08.1986      | [ ГС 29 ]  |
| 32         | Самотлягина Валентина Ивановна     | 29.03.1931 — 25.09.2020 | Лакировщица Электростальского химико-механического завода имени Н. Д. Зелинского Министерства химической промышленности СССР, Московская область                                                                    | 06.02.1976      | [ ГС 30 ]  |
| 33         | Самотокин Борис Александрович      | 24.07.1915 — 02.11.1994 | Начальник кафедры нейрохирургии Военно-медицинской академии, профессор, полковник медицинской службы, гор. Ленинград                                                                                                | 15.02.1979      | [ ГС 31 ]  |
| 34         | Самофал Николай Ефимович           | 03.01.1934 — 23.11.1986 | Председатель колхоза «Россия» Старожиловского района Рязанской области | 08.04.1971      | [ ГС 32 ]  |
| 35         | Самохвалов Николай Михайлович      | 11.10.1921 — 03.12.2008 | Директор Подольского городского молочного завода Государственного агропромышленного комитета РСФСР, Московская область                                                                                              | 29.08.1986      | [ ГС 33 ]  |
| 36         | Самохвалова Лидия Прохоровна       | род. 1928               | Звеньевая колхоза имени Чкалова Курдайского района Джамбулской области | 11.04.1949      | [ ГС 34 ]  |
| 37         | Самохина Анна Назаровна            | 1919 — ????             | Звеньевая Чупаховского свеклосовхоза Министерства пищевой промышленности СССР, Ахтырский район Сумской области | 12.09.1949      |            |
| 38         | Самохужин Хабир Шагеевич           | 18.04.1930 — 05.09.1998 | Сталевар электросталеплавильного цеха Челябинского металлургического завода Челябинского совнархоза | 19.07.1958      | [ ГС 35 ]  |
| 39         | Самошонков Василий Егорович        | 1928—1983               | Проходчик Таштагольского рудника Кузнецкого металлургического комбината Министерства чёрной металлургии СССР, Кемеровская область                                                                                   | 22.03.1966      | [ ГС 36 ]  |
| 40         | Самсония Венера Виссарионовна      | 1925 — ????             | Колхозница колхоза имени Берия Ланчхутского района Грузинской ССР | 05.07.1951      | [ ГС 37 ]  |
| 41         | Самсонов Александр Максимович      | род. 17.02.1935         | Бригадир комплексной бригады строительного управления № 1 треста «Башнефтепромстрой» Министерства газовой промышленности СССР, Башкирская АССР                                                                      | 01.07.1966      | [ ГС 38 ]  |
| 42         | Самсонов Алексей Павлович          | 08.10.1905 — 29.02.1968 | Председатель колхоза «Актив» Краснохолмского района Калининской области | 22.03.1966      | [ ГС 39 ]  |
| 43         | Самсонов Алексей Тихонович         | 02.02.1928 — 07.01.2007 | Комбайнёр совхоза «Благовещенский» Джамбулского района Северо-Казахстанской области | 13.12.1972      | [ ГС 40 ]  |
| 44         | Самсонов Гавриил Семёнович         | 1922 — 26.12.1966       | Агротехник-овощевод колхоза имени Ленина Мегино-Кангаласского района Якутской АССР | 01.10.1957      | [ ГС 41 ]  |
| 45         | Самсонов Пётр Александрович        | 27.01.1924 — ????       | Бригадир проходчиков строительно-монтажного управления Главтоннельметростроя Министерства транспортного строительства СССР, гор. Москва                                                                             | 07.05.1971      |            |
| 46         | Самсонова Евгения Николаевна       | род. 31.07.1941         | Намотчица Серпуховского завода «Металлист» Министерства общего машиностроения СССР, Московская область | 09.06.1977      | [ ГС 42 ]  |
| 47         | Самсонова Елена Никоноровна        | 30.12.1922 — 10.05.2019 | Телятница совхоза «Красная звезда» Суровикинского района Волгоградской области | 22.03.1966      | [ ГС 43 ]  |
| 47.000001  | Самсонова Надежда Архиповна        | 1916 — 27.11.1995       | Рабочая Ингирского совхоза имени Берия Министерства сельского хозяйства СССР, Зугдидский район Грузинской ССР | 05.07.1949      | [ ГС 44 ]  |
| 48         | Самуйлов Иван Савельевич           | 05.05.1924 — 12.01.2006 | Бригадир колхоза «Новая жизнь» Лиозненского района Витебской области | 12.12.1973      | [ ГС 45 ]  |
| 49         | Самусёв Фёдор Кононович            | 09.03.1927 — 29.09.2000 | Бригадир кузнецов Минского тракторного завода Министерства тракторного и сельскохозяйственного машиностроения СССР                                                                                                  | 05.08.1966      | [ ГС 46 ]  |
| 50         | Самусенко Николай Гаврилович       | род. 19.05.1927         | Термист инструментального производства Новосибирского электровакуумного завода Министерства электронной промышленности СССР                                                                                         | 26.04.1971      | [ ГС 47 ]  |
| 51         | Самусенко Пётр Николаевич          | 01.05.1931 — 16.09.1993 | Генеральный директор производственного объединения «Сибтепломаш» Государственной ассоциации «Союзстройматериалов», Иркутская область                                                                                | 22.04.1991      | [ ГС 48 ]  |
| 52         | Самушия Кирилл Твириевич           | 1909 — ????             | Агроном колхоза имени Ленина Окумского сельсовета Гальского района Абхазской АССР | 29.08.1949      | [ ГС 49 ]  |
| 53         | Самушия Сулико Герасимовна         | род. 1937               | Колхозница колхоза имени Тбилиси Цаленджихского района Грузинской ССР | 02.04.1966      | [ ГС 50 ]  |
| 54         | Санакулова Саадат                  | 1916 — ????             | Бригадир колхоза имени Жданова Джизакского района Сырдарьинской области | 30.04.1966      | [ ГС 51 ]  |
| 55         | Сангадиева Ольга Энхеевна          | род. 16.12.1941         | Старший чабан колхоза имени Карла Маркса Баргузинского района Бурятской АССР | 23.12.1976      | [ ГС 52 ]  |
| 56         | Сандакова Нина Михайловна          | 1910 — ????             | Звеньевая колхоза «Смычка» Тяжинского района Кемеровской области | 25.02.1949      | [ ГС 53 ]  |
| 57         | Сандетова Вера Никифоровна         | 30.09.1904 — 09.01.1967 | Звеньевая виноградарского совхоза «Судак» Министерства промышленности продовольственных товаров СССР, Судакский район Крымской области                                                                              | 22.02.1955      | [ ГС 54 ]  |
| 58         | Сандригайло Николай Фаддеевич      | 10.10.1909 — 19.12.1982 | Директор Соколовско-Сарбайского горнообогательного комбината Министерства чёрной металлургии СССР, Кустанайская область                                                                                             | 22.03.1966      | [ ГС 55 ]  |
| 59         | Сандыбеков Назарбек Сандыбекович   | 14.04.1928 — 25.10.1990 | Директор совхоза «Майский» Карасуского района Кустанайской области | 19.04.1967      | [ ГС 56 ]  |
| 60         | Санжаров Шарап                     | 1932 — ????             | Старший чабан совхоза «Алга» Узгенского района Ошской области | 22.03.1966      | [ ГС 57 ]  |
| 61         | Саникидзе Наталия Фоминична        | род. 1931               | Колхозница колхоза «Ингири» Зугдидского района Грузинской ССР | 29.08.1949      | [ ГС 58 ]  |
| 62         | Санин Алексей Иванович             | род. 09.11.1940         | Механизатор совхоза «Долинский» Чаплинского района Херсонской области | 08.12.1973      |            |
| 63         | Санракбаев Тургумбай               | 1906—1969               | Старший чабан колхоза «Кок-Тюбе» Чуйского района Джамбулской области | 23.07.1948      | [ ГС 59 ]  |
| 64         | Сантылов Иван Павлович             | 23.10.1915 — 1986       | Начальник цеха нефтеперерабатывающего завода имени С. М. Кирова Саратовского совнархоза | 19.03.1959      | [ ГС 60 ]  |
| 65         | Санькова Анна Дмитриевна           | 22.01.1922 — 17.04.2001 | Комбайнёр совхоза «Новая жизнь» Шипуновского района Алтайского края | 08.04.1971      | [ ГС 61 ]  |
| 66         | Саньярова Минегул Агельмухаметовна | 09.09.1929 — 12.02.2010 | Каменщица треста № 3 Главбашстроя Министерства промышленного строительства СССР, гор. Уфа Башкирской АССР | 06.08.1975      | [ ГС 62 ]  |
| 67         | Сапаков Кумсусбек                  | 1896—1980               | Старший чабан колхоза «Овцевод» Шаульдерского района Южно-Казахстанской области | 12.07.1949      | [ ГС 63 ]  |
| 68         | Сапарбаева Амангуль                | 1925 — ????             | Звеньевая колхоза имени Молотова Чимбайского района Кара-Калпакской АССР | 11.01.1957      | [ ГС 64 ]  |
| 69         | Сапаридзе Али Кедемович            | 1911 — ????             | Звеньевой колхоза имени Ворошилова Кедского района Аджарской АССР | 03.05.1949      | [ ГС 65 ]  |
| 70         | Сапарклычев Халлы                  | 1888—1962               | Старший чабан каракулеводческого совхоза «Сайван» Министерства внешней торговли СССР, Бахарденский район Ашхабадской области                                                                                        | 15.09.1948      | [ ГС 66 ]  |
| 71         | Сапарклычева Джумагуль             | 1928 — ????             | Звеньевая колхоза имени Тельмана Ленинского района Ташаузской области | 21.07.1950      | [ ГС 67 ]  |
| 72         | Сапаров Аннали                     | 1906 — ????             | Председатель колхоза «Тезе-Ел» Байрам-Алийского района Марыйской области | 11.06.1949      | [ ГС 68 ]  |
| 73         | Сапаров Ахмет                      | 1926 — 30.09.2002       | Старший чабан совхоза имени Калинина Ленгерского района Чимкентской области | 08.04.1971      | [ ГС 69 ]  |
| 74         | Сапаров Касым Фазылович            | род. 1932               | Машинист бурового станка рудника «Кальмакыр» Алтын-Топканского свинцово-цинкового комбината имени В. И. Ленина Министерства цветной металлургии СССР, Ташкентская область                                           | 20.05.1966      |            |
| 75         | Сапаров Мухы                       | 1910 — ????             | Звеньевой колхоза имени Тельмана Ленинского района Ташаузской области | 21.07.1950      | [ ГС 70 ]  |
| 76         | Сапаров Тойли                      | 1906 — ????             | Бригадир колхоза имени Тельмана Ленинского района Ташаузской области | 30.07.1951      |            |
| 77         | Сапаров Холмурзо                   | 1877 — ????             | Старший чабан каракулеводческого совхоза «Кабадиан» Министерства внешней торговли СССР, Джиликульский район Сталинабадской области                                                                                  | 15.09.1948      |            |
| 78         | Сапиев Баяхмет                     | 1892 — ????             | Старший чабан колхоза «Аксуат» Амангельдинского района Кустанайской области | 23.07.1948      | [ ГС 71 ]  |
| 79         | Сапиев Мамед                       | 1896 — 05.1978          | Старший чабан каракулеводческого совхоза «Сайван» Министерства внешней торговли СССР, Бахарденский район Ашхабадской области                                                                                        | 15.09.1948      | [ ГС 72 ]  |
| 80         | Сапиев Чаймухамбет                 | 10.09.1926 — 1996       | Первый секретарь Панфиловского райкома Компартии Казахстана, Алма-Атинская область | 23.06.1966      | [ ГС 73 ]  |
| 81         | Сапин Михаил Артёмович             | 18.03.1928 — ????       | Бригадир горнорабочих очистного забоя шахты № 9 «Великомостовская» Западно-Украинского производственного объединения по добыче угля Министерства угольной промышленности Украинской ССР, Львовская область          | 05.03.1976      | [ ГС 74 ]  |
| 82         | Саплинов Иван Поликарпович         | 1928—1974               | Электролизник Красноярского алюминиевого завода Министерства цветной металлургии СССР | 30.03.1971      | [ ГС 75 ]  |
| 83         | Сапоженков Григорий Тимофеевич     | 04.02.1932 — 21.04.2009 | Токарь-расточник Московского радиотехнического завода Министерства радиопромышленности СССР | 09.06.1977      | [ ГС 76 ]  |
| 84         | Сапожинский Константин Павлович    | 21.11.1905 — 03.1978    | Начальник горного цеха Артёмовского строительного управления треста «Дальшахтострой» Главвостокшахтостроя Министерства строительства предприятий угольной промышленности СССР, Приморский край                      | 26.04.1957      | [ ГС 77 ]  |
| 85         | Сапожник Иван Фомич                | 1920 — ????             | Председатель колхоза имени Дзержинского Рыбницкого района Молдавской ССР | 23.06.1966      |            |
| 86         | Сапожников Анатолий Яковлевич      | 16.08.1934 — 11.07.2008 | Рабочий предприятия Министерства общего машиностроения СССР, Московская область | 06.09.1976      |            |
| 87         | Сапожников Николай Петрович        | 06.12.1913 — 17.07.1985 | Старший мастер Череповецкого металлургического завода Министерства чёрной металлургии СССР, Вологодская область | 30.03.1971      | [ ГС 78 ]  |
| 88         | Сапожников Павел Петрович          | 21.01.1926 — 22.03.2002 | Токарь-расточник Завода экспериментального машиностроения Центрального конструкторского бюро экспериментального машиностроения Министерства общего машиностроения СССР, Московская область                          | 26.04.1971      | [ ГС 79 ]  |
| 89         | Сапожников Самуил Абрамович        | 1895 — 04.06.1964       | Председатель колхоза «Сталинское знамя» Ачинского района Красноярского края | 10.04.1948      | [ ГС 80 ]  |
| 90         | Саприна Мария Михайловна           | 1925 — ????             | Звеньевая колхоза имени Кирова района имени 28 Гвардейцев Талды-Курганской области | 10.09.1949      | [ ГС 81 ]  |
| 91         | Сапронов Фёдор Иванович            | 1908—1985               | Старший чабан колхоза «Правда» Петровского района Ставропольского края | 22.03.1966      | [ ГС 82 ]  |
| 92         | Сапронова Ульяна Ильинична         | 20.12.1905 — 19.07.1988 | Звеньевая полеводческого звена колхоза имени Жданова Шаталовского района Воронежской области | 07.05.1948      | [ ГС 83 ]  |
| 93         | Сапруненко Таисия Михайловна       | 25.10.1923 — 2005       | Звеньевая колхоза имени Димитрова Майкопского района Адыгейской автономной области | 06.05.1948      | [ ГС 84 ]  |
| 94         | Сапрыкин Александр Николаевич      | 1929 — 17.08.1998       | Машинист тепловоза локомотивного депо Ртищево Юго-Восточной железной дороги, Саратовская область | 13.05.1977      | [ ГС 85 ]  |
| 95         | Сапрыкин Василий Андреевич         | 22.03.1890 — ...03.1964 | Главный инженер строительства комбината № 817, инженер-полковник, Челябинская область | 29.10.1949      | [ ГС 86 ]  |
| 96         | Сапрыкин Евгений Герасимович       | 22.02.1911 — 1975       | Старший машинист паровозного депо Литовко Дальневосточной железной дороги, Хабаровский край | 01.08.1959      | [ ГС 87 ]  |
| 97         | Сапрыкин Иван Дмитриевич           | 1928 — ????             | Тракторист совхоза имени 2-й пятилетки Сорочинского района Оренбургской области | 23.06.1966      | [ ГС 88 ]  |
| 98         | Сапунов Логин Яковлевич            | 30.09.1916 — 23.12.1989 | Председатель колхоза «Память Ленина» Марушинского района Алтайского края | 11.01.1957      | [ ГС 89 ]  |
| 99         | Сапунов Пётр Егорович              | 21.01.1936 — 04.11.2021 | Звеньевой механизированного звена по выращиванию кукурузы колхоза «Красное знамя» Дмитровского района Орловской области                                                                                             | 31.12.1961      | [ ГС 90 ]  |
| 100        | Сапунова Евдокия Борисовна         | 1910 — 17.05.1989       | Ткачиха Калининского хлопчатобумажного комбината Министерства текстильной промышленности РСФСР | 29.11.1974      | [ ГС 91 ]  |
| 101        | Сапунцов Николай Фёдорович         | 25.03.1929 — ????       | Старший машинист Славянской ГРЭС имени 50-летия Великой Октябрьской социалистической революции Министерства энергетики и электрификации Украинской ССР, Донецкая область                                            | 03.01.1974      | [ ГС 92 ]  |
| 102        | Сапухин Александр Александрович    | 18.08.1917 — 19.12.1970 | Первый секретарь Киево-Святошинского райкома Компартии Украины, Киевская область | 26.02.1958      | [ ГС 93 ]  |
| 103        | Сапчук Карп Михайлович             | 1902—1971               | Председатель колхоза имени Кирова Брацлавского района Винницкой области | 16.02.1948      | [ ГС 94 ]  |
| 104        | Сапчук Пелагея Филипповна          | 20.02.1928 — 2013       | Звеньевая колхоза имени Кирова Брацлавского района Винницкой области | 16.02.1948      | [ ГС 95 ]  |
| 105        | Сараджаев Мамелек                  | 1901 — ????             | Управляющий третьей фермой каракулеводческого совхоза «Сайван» Министерства внешней торговли СССР, Бахарденский район Ашхабадской области                                                                           | 15.09.1948      | [ ГС 96 ]  |
| 106        | Саражаков Николай Ильич            | 10.10.1911 — 16.08.1949 | Бывший председатель колхоза «Чаптык-хоных» Усть-Абаканского района Хакасской автономной области | 10.08.1949      | [ ГС 97 ]  |
| 107        | Саралидзе Зураб Георгиевич         | род. 1932               | Токарь Тбилисского станкостроительного завода имени С. М. Кирова Министерства станкостроительной и инструментальной промышленности СССР, Грузинская ССР                                                             | 12.05.1977      | [ ГС 98 ]  |
| 108        | Сарана Николай Иванович            | 25.09.1924 — 24.05.2003 | Старший мастер Томского электротехнического завода Министерства электротехнической промышленности СССР | 08.08.1966      | [ ГС 99 ]  |
| 109        | Сараненко Виктор Петрович          | род. 30.03.1932         | Слесарь Первомайского завода электротехнического фарфора Министерства электротехнической промышленности СССР, Житомирская область                                                                                   | 20.04.1971      |            |
| 110        | Саранча Владимир Семёнович         | 01.06.1928 — 11.03.1989 | Бригадир совхоза «Таврический» Красноперекопского района Крымской области | 08.04.1971      | [ ГС 100 ] |
| 111        | Сарап Артур Юкувич                 | 29.11.1919 — 11.01.1993 | Председатель колхоза «Ания Эдази» Косеского района Эстонской ССР | 01.03.1958      | [ ГС 101 ] |
| 112        | Сарапульцев Егор Андреевич         | 05.03.1910 — 16.01.1993 | Бригадир электромонтёров Верхне-Тагильской ГРЭС Свердловского совнархоза | 20.09.1962      | [ ГС 102 ] |
| 113        | Сарафанов Константин Дмитриевич    | 1878 — 22.03.1959       | Слесарь станкостроительного завода «Красный пролетарий» имени Ефремова Министерства станкостроительной и инструментальной промышленности СССР, гор. Москва                                                          | 15.03.1957      | [ ГС 103 ] |
| 114        | Сарафинюк Анатолий Александрович   | род. 09.10.1938         | Бригадир совхоза имени Н. Г. Козлова Наурзумского района Кустанайской области | 19.02.1981      | [ ГС 104 ] |
| 115        | Сарбаш Григорий Семёнович          | 07.03.1918 — 16.05.2000 | Бригадир колхоза «Ленинская правда» Михайловского района Запорожской области | 30.04.1966      | [ ГС 105 ] |
| 116        | Сарбупеев Куаныш                   | 1931 — ????             | Машинист автогрейдера дорожно-строительного управления № 30 Министерства строительства и эксплуатации автомобильных дорог Казахской ССР, Кзыл-Ординская область                                                     | 04.05.1971      | [ ГС 106 ] |
| 117        | Сарвин Николай Степанович          | 18.12.1930 — 24.12.2004 | Машинист торфоуборочной машины Петровского торфопредприятия Министерства топливной промышленности РСФСР, Московская область                                                                                         | 29.06.1966      | [ ГС 107 ] |
| 118        | Сардак Мария Ивановна              | 01.01.1919 — 17.05.1979 | Доярка колхоза имени Сталина Больше-Токмакского района Запорожской области | 26.02.1958      | [ ГС 108 ] |
| 119        | Саренко Илья Григорьевич           | 21.07.1911 — 08.05.1999 | Сыродел-мастер Ново-Калитвинского сырзавода Министерства мясной и молочной промышленности РСФСР, Россошанский район Воронежской области                                                                             | 26.04.1971      | [ ГС 109 ] |
| 120        | Сарибекян Арутюн Левонович         | 1924—2008               | Машинист бульдозера дорожно-строительного района Министерства автомобильного транспорта и шоссейных дорог Армянской ССР                                                                                             | 05.10.1966      |            |
| 121        | Сариев Карасай                     | 1907—1982               | Председатель колхоза имени Карла Маркса Урдинского района Западно-Казахстанской области | 23.07.1948      | [ ГС 110 ] |
| 122        | Сариев Туржан                      | 1929 — ????             | Бригадир совхоза-техникума «Шуманай» Шуманайского района Каракалпакской АССР | 20.02.1978      | [ ГС 111 ] |
| 123        | Саримсаков Узакбай Саримсакович    | 1930 — 25.01.2004       | Первый секретарь Избасканского райкома Компартии Узбекистана, Андижанская область | 25.12.1976      | [ ГС 112 ] |
| 124        | Саринян Гоарик Багдасаровна        | 01.05.1914 — ????       | Инструктор кокономотального цеха Карабахского шелкомотального комбината, гор. Степанакерт Нагорно-Карабахской автономной области                                                                                    | 07.03.1960      |            |
| 125        | Саркаров Нусрат Нарман оглы        | 1924 — ????             | Тракторист Карягинской МТС Карягинского района Азербайджанской ССР | 12.07.1950      |            |
| 126        | Саркарова Гюлуш Джебраил кызы      | 1926 — ????             | Звеньевая колхоза имени Сталина Карягинского района Азербайджанской ССР | 10.03.1948      | [ ГС 113 ] |
| 127        | Саркисов Арутюн Христофорович      | 27.12.1908 — 23.04.2001 | Заведующий лабораторией Всесоюзного научно-исследовательского института экспериментальной ветеринарии имени Р. Я. Коваленко, академик Всесоюзной академии сельскохозяйственных наук имени В. И. Ленина, гор. Москва | 28.02.1990      | [ ГС 114 ] |
| 128        | Саркисян Амаяк Мхитарович          | 1905 — ????             | Председатель колхоза села Айгезард Арташатского района Армянской ССР | 08.04.1971      | [ ГС 115 ] |
| 129        | Саркисян Астхик Аветисовна         | 14.03.1913 — ????       | Звеньевая Степанакертского виноградарского совхоза Министерства пищевой промышленности СССР, Нагорно-Карабахская автономная область                                                                                 | 04.09.1950      |            |
| 130        | Саркисян Грант Тигранович          | 18.09.1927 — 11.07.1983 | Бригадир тракторно-полеводческой бригады совхоза имени Островского Акмолинской области | 11.01.1957      | [ ГС 116 ] |
| 131        | Саркисян Гурген Левонович          | род. 18.09.1927         | Звеньевой колхоза «Ашхатанк» Гадрутского района Нагорно-Карабахской автономной области | 08.08.1950      |            |
| 132        | Саркисян Драстамат Зорабович       | 1894 — ????             | Звеньевой колхоза «Спартак» Нор-Баязетского района Армянской ССР | 02.02.1948      | [ ГС 117 ] |
| 133        | Саркисян Исак Погосович            | 1898—1958               | Бригадир колхоза имени Верховного Совета СССР Ждановского района Азербайджанской ССР | 10.03.1948      |            |
| 134        | Саркисян Минас Карапетович         | 1895 — 1966             | Председатель колхоза имени Арутюняна Ахтинского района Армянской ССР | 02.02.1948      | [ ГС 118 ] |
| 135        | Саркисян Тевос Айрапетович         | 15.04.1894 — ????       | Бригадир колхоза имени Тульских рабочих Мартунинского района Нагорно-Карабахской автономной области | 10.03.1948      |            |
| 136        | Саркисян Хосров Арутюнович         | 1907—1997               | Мастер Ереванских ГЭС Главного управления энергетики и электрификации Совета Министров Армянской ССР | 04.10.1966      | [ ГС 119 ] |
| 137        | Сарксян Дилбар Давидовна           | 1925 — ????             | Звеньевая колхоза «КИМ» Октемберянского района Армянской ССР | 14.06.1950      | [ ГС 120 ] |
| 138        | Сармашаев Айдар                    | 10.08.1924 — ????       | Монтёр Токмакской дистанции пути Алма-Атинской железной дороги, Киргизская ССР | 04.05.1971      | [ ГС 121 ] |
| 139        | Сармина Анна Фёдоровна             | 1919 — ????             | Звеньевая колхоза «НКВД» Октябрьского района Сталинабадской области | 01.03.1948      |            |
| 140        | Сарнов Борис Яковлевич             | 24.08.1910 — 11.11.1981 | Директор Новосибирского электровозоремонтного завода Министерства путей сообщения СССР | 04.08.1966      | [ ГС 122 ] |
| 141        | Сарсания Ксения Павловна           | 14.09.1903 — 03.06.1971 | Звеньевая колхоза «Ингири» Зугдидского района Грузинской ССР | 29.08.1949      | [ ГС 123 ] |
| 142        | Сарсенбаев Шарип                   | 1892—1976               | Заведующий коневодством колхоза «Передовик» Испульского района Гурьевской области | 23.07.1948      | [ ГС 124 ] |
| 143        | Сарсенбаев Шектыбай                | 1904 — ????             | Старший чабан колхоза имени Юсупова Тамдынского района Бухарской области | 07.07.1951      |            |
| 144        | Сарсенгалиев Мухамбет              | 1887 — ????             | Чабан колхоза «Передовик» Испульского района Гурьевской области | 29.03.1958      | [ ГС 125 ] |
| 145        | Сартаков Сергей Венедиктович       | 26.03.1908 — 01.05.2005 | Заместитель председателя Союза писателей СССР, гор. Москва | 16.11.1984      | [ ГС 126 ] |
| 146        | Сартания Ражден Семёнович          | 1906 — ????             | Главный агроном отдела сельского хозяйства Цхакаевского района Грузинской ССР | 19.04.1951      | [ ГС 127 ] |
| 147        | Сартбаев Ракматалы                 | род. 1934               | Старший чабан колхоза «Чаек» Джумгальского района Тянь-Шаньской области | 15.02.1957      | [ ГС 128 ] |
| 148        | Сартов Мурзакул                    | 1888 — 05.05.1971       | Заведующий коневодством колхоза «Путь к коммунизму» Кзыл-Кугинского района Гурьевской области | 23.07.1948      | [ ГС 129 ] |
| 149        | Саруа Пармен Кочоевич              | 1906 — ????             | Бригадир колхоза имени Сталинской Конституции Гальского района Абхазской АССР | 21.02.1948      | [ ГС 130 ] |
| 150        | Саруа Ражден Степанович            | 1927 — ????             | Звеньевой колхоза имени Сталинской Конституции Гальского района Абхазской АССР | 21.02.1948      | [ ГС 131 ] |
| 151        | Сарыев Аннасахат                   | 1908 — 05.03.1981       | Первый секретарь Тедженского райкома Компартии Туркменистана, Марыйская область | 08.04.1971      |            |
| 152        | Сарыев Апбай                       | 1901 — 06.1976          | Старший чабан каракулеводческого совхоза «Сайван» Министерства внешней торговли СССР, Бахарденский район Ашхабадской области                                                                                        | 15.09.1948      | [ ГС 132 ] |
| 153        | Сарыев Кака                        | 1900 — ????             | Звеньевой колхоза имени Тельмана Ленинского района Ташаузской области | 21.07.1950      | [ ГС 133 ] |
| 154        | Сарыева Гульджан                   | 1920 — ????             | Звеньевая колхоза имени Тельмана Ленинского района Ташаузской области | 21.07.1950      | [ ГС 134 ] |
| 155        | Сарымсаков Абжами                  | 01.07.1928 — 30.06.1996 | Машинист солекомбайна комбината «Арал-сульфат» Министерства пищевой промышленности Казахской ССР, Кзыл-Ординская область                                                                                            | 26.04.1971      | [ ГС 135 ] |
| 156        | Сарымсаков Ташмухамед Алиевич      | 04.09.1915 — 18.12.1995 | Математик, академик Академии наук Узбекской ССР, гор. Ташкент | 03.04.1990      | [ ГС 136 ] |
| 157        | Сарычев Константин Михайлович      | 06.04.1907 — 26.11.1979 | Директор Березниковского содового завода имени В. И. Ленина Министерства химической промышленности СССР, Пермская область                                                                                           | 28.05.1966      | [ ГС 137 ] |
| 158        | Сарьян Мартирос Сергеевич          | 28.02.1880 — 05.05.1972 | Академик Академии изобразительных искусств СССР, академик Академии наук Армянской ССР, народный художник СССР, гор. Ереван                                                                                          | 08.03.1965      | [ ГС 138 ] |
| 159        | Сарян Богос Саркисович             | 1912 — ????             | Бригадир колхоза имени Руставели Гульрипшского района Абхазской АССР | 03.07.1950      |            |
| 160        | Сатаев Есенжан                     | 1888—1956               | Старший чабан колхоза «Талаптан» Джамбейтинского района Западно-Казахстанской области | 23.07.1948      | [ ГС 139 ] |
| 161        | Сатановский Дмитрий Иванович       | 1910 — ????             | Бригадир колхоза имени Щорса Грушковского района Одесской области | 14.05.1948      | [ ГС 140 ] |
| 162        | Сатель Эдуард Адамович             | 20.08.1885 — 20.08.1968 | Профессор Московского высшего технического училища имени Н. Э. Баумана | 28.08.1965      | [ ГС 141 ] |
| 163        | Сатибаев Диюш                      | 1910 — ????             | Заведующий коневодством колхоза «Кара-Кум» Шевченковского района Гурьевской области | 23.07.1948      | [ ГС 142 ] |
| 164        | Сатимов Шалтай                     | 1882—1951               | Старший чабан колхоза имени Осипенко Байганинского района Актюбинской области | 23.07.1948      | [ ГС 143 ] |
| 165        | Сатирова Альбина Дмитриевна        | род. 1937               | Затяжчица кожевенно-обувного производственного объединения «Североход» Министерства лёгкой промышленности РСФСР, гор. Ярославль                                                                                     | 09.06.1966      | [ ГС 144 ] |
| 166        | Сатмурзаев Атабек                  | род. 1939               | Механизатор совхоза «Красная нива» Алгабасского района Чимкентской области | 06.06.1984      |            |
| 167        | Саттаров Абдугафор                 | 1904 — 10.02.1972       | Бригадир хлопководческой бригады колхоза имени Маленкова Ленинабадского района Ленинабадской области Таджикской ССР                                                                                                 | 17.01.1957      |            |
| 168        | Саттаров Ишбек                     | 1907 — 22.07.1975       | Председатель колхоза «Янгиабад» Кагановичабадского района Таджикской ССР | 17.01.1957      | [ ГС 145 ] |
| 169        | Саттаров Минибай Зайнутдинович     | 12.05.1929 — 21.03.2015 | Старший аппаратчик цеха № 28 химического завода Салаватского нефтехимического комбината, Башкирская АССР | 28.05.1966      | [ ГС 146 ] |
| 170        | Саттаров Рашит Саттарович          | 12.10.1912 — 27.11.1996 | Каменщик 4-го строительного района треста «Альметьевнефтестрой» Татарского совнархоза | 09.08.1958      | [ ГС 147 ] |
| 171        | Саттарова Турдихан                 | род. 1925               | Бригадир колхоза «Пахтакор» Балыкчинского района Андижанской области | 08.04.1971      | [ ГС 148 ] |
| 172        | Сатушкин Сергей Фёдорович          | 04.10.1927 — 25.05.2001 | Бригадир плотников строительного треста № 1 Министерства промышленного строительства СССР, гор. Березники Пермской области                                                                                          | 05.04.1971      | [ ГС 149 ] |
| 173        | Сатыбалдиев Абилмаж                | 1908 — ????             | Бригадир колхоза «Бель-Басар» Чуйского района Джамбулской области | 28.03.1948      | [ ГС 150 ] |
| 174        | Сатыбалдиев Алтымыш                | 1900 — ????             | Забойщик шахты «Джал» комбината «Средазуголь» Министерства угольной промышленности восточных районов СССР, гор. Кызыл-Кия Ошской области                                                                            | 28.08.1948      | [ ГС 151 ] |
| 175        | Сатыбалдиев Джабак                 | 1893—1956               | Старший чабан овцеводческого совхоза «Сыр-Дарьинский» Министерства совхозов СССР, Сары-Агачский район Южно-Казахстанской области                                                                                    | 03.12.1949      | [ ГС 152 ] |
| 176        | Сатыбалдиев Нарманбет              | 1887 — 24.07.1974       | Старший табунщик колхоза «Май» Куланакского района Тянь-Шаньской области | 29.07.1949      | [ ГС 153 ] |
| 177        | Сатыбалдиев Нурман                 | 1886—1958               | Старший чабан овцеводческого совхоза «Сыр-Дарьинский» Министерства совхозов СССР, Сары-Агачский район Южно-Казахстанской области                                                                                    | 23.07.1948      | [ ГС 154 ] |
| 178        | Сатюкова Тамара Дмитриевна         | 12.04.1929 — 06.08.2013 | Заведующая отделением областной больницы гор. Тюмени | 23.10.1978      | [ ГС 155 ] |
| 179        | Сауанов Ибрай                      | 1887 — 30.03.1976       | Заведующий фермой колхоза «Интернационал» Казталовского района Западно-Казахстанской области | 23.07.1948      | [ ГС 156 ] |
| 180        | Саукалене Барбора Ионовна          | 1917 — ????             | Доярка колхоза имени Черняховского Клайпедского района Литовской ССР | 05.04.1958      |            |
| 181        | Саулов Николай Корнеевич           | 03.05.1932 — 09.05.2020 | Бригадир слесарей Харьковского турбинного завода имени С. М. Кирова Министерства энергетического машиностроения СССР                                                                                                | 18.03.1976      | [ ГС 157 ] |
| 182        | Саулькин Павел Фёдорович           | 21.06.1928 — 23.03.2005 | Председатель колхоза «40 лет Октября» Чиназского района Ташкентской области | 24.07.1986      | [ ГС 158 ] |
| 183        | Саулявичюс Антанас Юозович         | 1921 — ????             | Шофёр Алитусской автотранспортной колонны Министерства автомобильного транспорта Литовской ССР | 04.05.1971      |            |
| 184        | Саунин Василий Павлович            | 06.04.1928 — 11.11.2003 | Бригадир труболитейщиков Липецкого металлургического завода «Свободный сокол» Министерства чёрной металлургии СССР                                                                                                  | 05.03.1976      | [ ГС 159 ] |
| 185        | Саурамбаев Турсынбай               | 1894—1971               | Заведующий конефермой колхоза имени Ленина Фрунзенского района Южно-Казахстанской области | 23.07.1948      | [ ГС 160 ] |
| 186        | Сауранбаев Хати                    | 1898 — 16.10.1976       | Председатель колхоза «Бель-Басар» Чуйского района Джамбулской области | 28.03.1948      | [ ГС 161 ] |
| 187        | Сауров Тажи                        | 1895—1984               | Заведующий коневодством колхоза «Брлик-Тан» Баксайского района Гурьевской области | 23.07.1948      | [ ГС 162 ] |
| 188        | Саутов Виктор Михайлович           | 1929 — ????             | Старший машинист экскаватора управления механизированных работ № 1 треста «Дренажстрой» Голодностепстроя Министерства мелиорации и водного хозяйства Узбекской ССР, гор. Янгиер Сырдарьинской области               | 05.11.1966      | [ ГС 163 ] |
| 189        | Саух Ефросиния Архиповна           | 22.10.1912 — 09.06.2004 | Звеньевая колхоза имени Сталина Емильчинского района Житомирской области | 26.02.1958      | [ ГС 164 ] |
| 190        | Сауырбаева Жумакул                 | 24.03.1945 — 25.12.2010 | Бригадир совхоза «Джетысайский» Джетысайского района Чимкентской области | 03.03.1980      | [ ГС 165 ] |
| 191        | Сафаев Ташпулат                    | 1902 — 05.12.1974       | Звеньевой хлопкового совхоза имени Куйбышева Министерства совхозов СССР, Курган-Тюбинский район Сталинабадской области                                                                                              | 01.04.1948      |            |
| 191.000002 | Сафар Махмуд оглы                  | 20.11.1903 — 1960       | Звеньевой колхоза «Социализм» Марнеульского района Грузинской ССР | 03.05.1949      | [ ГС 166 ] |
| 192        | Сафаралиев Рустам Касум оглы       | 1909—1991               | Секретарь Белоканского районного комитета Компартии (большевиков) Азербайджана | 01.07.1949      | [ ГС 167 ] |
| 193        | Сафаров Каракуль                   | 1890 — ????             | Старший чабан колхоза «НКВД» Пахтаабадского района Сталинабадской области | 15.09.1948      |            |
| 194        | Сафаров Качай Мовсум оглы          | 1907 — 12.06.1976       | Бригадир тракторной бригады Джебраильской МТС, Азербайджанская ССР | 10.03.1948      |            |
| 195        | Сафаров Нурмат                     | 1908 — 06.05.1987       | Старший чабан совхоза «Гиссар» Пархарского района Таджикской ССР | 22.03.1966      |            |
| 196        | Сафарова Бури                      | 1906 — ????             | Бригадир полеводческой бригады колхоза имени Ахунбабаева Чиракчинского района Кашка-Дарьинской области | 11.01.1957      | [ ГС 168 ] |
| 197        | Сафарова Сайрам                    | 1924 — ????             | Бригадир полеводческой бригады колхоза «Михнат-Рахат» Джар-Курганского района Сурхан-Дарьинской области | 11.01.1957      | [ ГС 169 ] |
| 198        | Сафиева Джейран Мухтар кызы        | род. 1923               | Звеньевая колхоза имени Сталина Карягинского района Азербайджанской ССР | 10.03.1948      |            |
| 199        | Сафин Вафа Сафинович               | 23.10.1919 — 06.11.2003 | Бригадир слесарей Зеленодольского завода имени Серго Министерства машиностроения СССР, Татарская АССР | 26.04.1971      | [ ГС 170 ] |
| 200        | Сафин Гарей Сафинович              | 21.12.1907 — 18.07.1975 | Старший механик Буинской МТС Буинского района Татарской АССР | 06.03.1948      | [ ГС 171 ] |
| 201        | Сафин Гатфан Гизетдинович          | 20.05.1920 — 15.06.2012 | Бригадир колхоза «Узянь» Аургазинского района Башкирской АССР | 23.06.1966      | [ ГС 172 ] |
| 202        | Сафин Закария Зуфарович            | 26.08.1930 — 1994       | Директор Казанского завода синтетического каучука имени С. М. Кирова Министерства нефтеперерабатывающей и нефтехимической промышленности СССР, Татарская АССР                                                       | 25.02.1986      |            |
| 203        | Сафиуллин Анвар Шакирзянович       | 07.02.1927 — 11.08.2020 | Оператор по добыче нефти и газа нефтегазодобывающего управления «Альметьевнефть» объединения «Татнефть» Министерства нефтяной промышленности СССР, Татарская АССР                                                   | 30.12.1973      | [ ГС 173 ] |
| 204        | Сафиуллин Гиндулла Гизатуллович    | 07.05.1933 — 30.09.2016 | Комбайнёр колхоза имени Ленина Давлекановского района Башкирской АССР | 12.04.1979      | [ ГС 174 ] |
| 205        | Сафонов Александр Иванович         | 10.09.1909 — 03.05.1984 | Председатель колхоза имени Дзержинского Гаврилово-Посадского района Ивановской области | 22.03.1966      | [ ГС 175 ] |
| 206        | Сафонов Александр Михайлович       | 29.10.1912 — 09.02.1988 | Заместитель директора Горьковского автомобильного завода Министерства автомобильной промышленности СССР | 05.04.1971      | [ ГС 176 ] |
| 207        | Сафонов Александр Яковлевич        | 1911—1985               | Управляющий трестом «Камлесосплав» Министерства лесной и деревообрабатывающей промышленности СССР, Пермская область                                                                                                 | 07.05.1971      | [ ГС 177 ] |
| 208        | Сафонов Владимир Алексеевич        | род. 19.02.1935         | Забойщик шахты имени Румянцева комбината «Артёмуголь» Министерства угольной промышленности Украинской ССР, Донецкая область                                                                                         | 30.03.1971      |            |
| 209        | Сафонов Иван Петрович              | 20.01.1932 — 27.01.2017 | Чабан совхоза «Пламя революции» Тандинского района Тувинской АССР | 29.08.1986      | [ ГС 178 ] |
| 210        | Сафонова Анастасия Осиповна        | 27.02.1925 — 10.02.1993 | Звеньевая колхоза «Чирвоная Дуброва» Рогачёвского района Гомельской области | 03.07.1951      | [ ГС 179 ] |
| 211        | Сафонова Зоя Фёдоровна             | 17.11.1936 — 03.02.2021 | Ткачиха Красноярского шёлкового комбината имени 50-летия СССР Министерства текстильной промышленности РСФСР | 31.12.1973      | [ ГС 180 ] |
| 212        | Сафонова Римма Александровна       | 03.04.1926 — 03.04.1998 | Директор элитно-семеноводческого совхоза «Шаровка» Ярмолинецкого района Хмельницкой области | 23.06.1966      | [ ГС 181 ] |
| 213        | Сафонова Серафима Карповна         | 12.12.1922 — 08.01.2006 | Учительница средней школы № 1 имени М. Горького, гор. Краснодон Луганской области | 01.07.1968      | [ ГС 182 ] |
| 214        | Сафроненко Галина Деонисьевна      | 03.04.1912 — 13.05.1989 | Главный акушер-гинеколог областного центра здравоохранения, гор. Херсон | 04.02.1969      | [ ГС 183 ] |
| 215        | Сафроненко Григорий Афанасьевич    | род. 1931               | Машинист камнерезной машины Криковских разработок ракушечника Министерства промышленности строительных материалов Молдавской ССР                                                                                    | 28.07.1966      |            |
| 216        | Сафронов Александр Яковлевич       | 20.12.1923 — 05.07.2006 | Бригадир комплексной бригады строительного управления треста «Мурманскжилстрой» Министерства строительства предприятий тяжёлой индустрии СССР, гор. Мурманск                                                        | 05.04.1971      | [ ГС 184 ] |
| 217        | Сафронов Анатолий Иванович         | 22.06.1922 — 07.06.2017 | Директор производственного объединения «Мострансгаз» Министерства газовой промышленности СССР, гор. Москва | 27.05.1982      | [ ГС 185 ] |
| 218        | Сафронов Виктор Иванович           | 12.12.1933 — 07.01.2015 | Бригадир проходчиков шахты «Восточная» производственного объединения «Ростовуголь» Министерства угольной промышленности СССР, Ростовская область                                                                    | 02.03.1981      | [ ГС 186 ] |
| 219        | Сафронов Евстафий Алексеевич       | 02.05.1928 — 07.11.2002 | Бригадир комплексной бригады строительно-монтажного управления № 1 треста «Курскрудстрой» Министерства строительства предприятий тяжёлой индустрии СССР, Курская область                                            | 28.04.1975      | [ ГС 187 ] |
| 220        | Сафронов Иван Герасимович          | 24.01.1898 — 15.10.1964 | Паровозный мастер депо Тайга Томской железной дороги, Кемеровская область | 05.11.1943      | [ ГС 188 ] |
| 221        | Сафронов Николай Фёдорович         | 14.12.1924 — 14.11.2001 | Управляющий трестом «Магнитострой» Министерства строительства предприятий тяжёлой индустрии СССР, гор. Магнитогорск Челябинской области                                                                             | 05.04.1971      | [ ГС 189 ] |
| 222        | Сафронов Павел Владимирович        | 1915 — ????             | Бригадир тракторной бригады овцеводческого совхоза «Хакасский» Хакасской автономной области | 08.03.1949      | [ ГС 190 ] |
| 223        | Сафронов Пётр Алексеевич           | 1912 — 10.1981          | Капитан сейнера «Некрасов» Базы государственного морского лова, Астраханская область | 13.04.1963      | [ ГС 191 ] |
| 224        | Сафронова Вера Степановна          | 29.08.1917 — 20.12.2005 | Бригадир Новооскольского племптицезавода Новооскольского района Белгородской области | 22.03.1966      | [ ГС 192 ] |
| 225        | Сафронова Екатерина Григорьевна    | 15.08.1915 — 17.11.1999 | Звеньевая колхоза имени Кирова Нехворощанского района Полтавской области | 23.06.1949      | [ ГС 193 ] |
| 226        | Сафронова Мария Кузьминична        | 01.04.1907 — 24.08.1972 | Доярка колхоза «Красная звезда» Кингисеппского района Ленинградской области | 22.06.1957      | [ ГС 194 ] |
| 227        | Сафронова Нина Дмитриевна          | 20.08.1909 — 28.07.1995 | Доярка подсобного хозяйства «Горки-II» Звенигородского района Московской области | 19.12.1953      | [ ГС 195 ] |
| 228        | Сафронова Пелагея Андриановна      | 1919 — ????             | Главный агроном Весёловской МТС Молотовского района Акмолинской области | 11.01.1957      | [ ГС 196 ] |
| 229        | Сафутин Павел Александрович        | 06.11.1927 — 26.05.2003 | Бригадир проходчиков Североуральских бокситовых рудников Свердловского совнархоза | 09.06.1961      | [ ГС 197 ] |
| 230        | Сахаров Алексей Николаевич         | 25.02.1914 — 30.10.1962 | Начальник вагонного депо Люблино Московско-Курско-Донбасской железной дороги, Московская область | 01.08.1959      | [ ГС 198 ] |
| 231        | Сахаров Анатолий Михайлович        | 04.01.1931 — 23.12.2021 | Бригадир проходчиков шахты «Воргашорская» производственного объединения «Воркутауголь» Министерства угольной промышленности СССР, Коми АССР                                                                         | 03.03.1980      | [ ГС 199 ] |
| 232        | Сахаров Виктор Николаевич          | 31.01.1911 — 05.06.1976 | Капитан парохода «Арктика» Дальневосточного морского пароходства Министерства морского флота СССР, гор. Владивосток Приморского края                                                                                | 09.08.1963      | [ ГС 200 ] |
| 233        | Сахаров Михаил Петрович            | 25.10.1929 — 21.07.2004 | Монтажник электронной и специальной аппаратуры Центрального конструкторского бюро машиностроения Министерства общего машиностроения СССР, гор. Реутов Московской области                                            | 15.09.1976      | [ ГС 201 ] |
| 234        | Сахаров Николай Иванович           | 11.12.1926 — 09.08.2011 | Бригадир комплексной бригады треста № 46 Главзапстроя Министерства строительства СССР, Киришский район Ленинградской области                                                                                        | 20.04.1973      | [ ГС 202 ] |
| 235        | Сахарова Мария Алексеевна          | 16.02.1915 — 23.10.2009 | Свинарка экспериментальной базы «Горки Ленинские» Всесоюзной академии сельскохозяйственных наук имени В. И. Ленина, Ленинский район Московской области                                                              | 27.11.1951      | [ ГС 203 ] |
| 236        | Сахарова Ольга Васильевна          | 1906—1981               | Заведующая молочной фермой № 2 подсобного хозяйства «Первомайское» хозяйственного управления Комитета государственной безопасности при Совете Министров СССР, Ленинский район Московской области                    | 05.08.1954      | [ ГС 204 ] |
| 236.000003 | Сахарова Федосья Степановна        | 03.06.1927 — 03.12.2000 | Бригадир подсобного хозяйства «Петровское» Ухтомского района Московской области | 13.07.1954      | [ ГС 205 ] |
| 237        | Сахатбердыев Чарва                 | 1927 — ????             | Старший чабан колхоза «40 лет Туркменской ССР» Ашхабадского района Ашхабадской области | 16.03.1981      | [ ГС 206 ] |
| 238        | Сахатырь Василий Яковлевич         | 23.02.1927 — 28.07.1987 | Бригадир монтажников треста «Спецгидроэнергомонтаж» Министерства энергетики и электрификации СССР, Иркутская область                                                                                                | 23.02.1966      | [ ГС 207 ] |
| 239        | Сахибова Санавбар                  | 02.06.1928 — 1983       | Звеньевая колхоза имени Калинина Ошского района Ошской области | 26.03.1948      | [ ГС 208 ] |
| 240        | Сахно Алексей Андреевич            | род. 03.01.1936         | Комбайнёр совхоза «Убаганский» Карасуского района Кустанайской области | 13.12.1972      | [ ГС 209 ] |
| 241        | Сахно Михаил Игнатович             | 02.11.1902 — ????       | Бригадир виноградарского совхоза имени Молотова Министерства пищевой промышленности СССР, Анапский район Краснодарского края                                                                                        | 26.09.1950      | [ ГС 210 ] |
| 242        | Сахно Николай Михайлович           | род. 1928               | Бригадир совхоза «Кавказ» Анапского района Краснодарского края | 30.04.1966      | [ ГС 211 ] |
| 243        | Сахнов Гавриил Захарович           | 1909 — ????             | Бригадир колхоза «12 лет Октября» Минусинского района Красноярского края | 07.01.1948      | [ ГС 212 ] |
| 244        | Сахокия Галуша Фёдорович           | род. 1931               | Механик-водитель чаесборочной машины Цаленджихского чаеводческого совхоза Грузинской ССР | 07.03.1980      | [ ГС 213 ] |
| 245        | Сахокия Люба Датаевна              | 1917 — ????             | Колхозница колхоза имени Берия Зугдидского района Грузинской ССР | 01.09.1951      | [ ГС 214 ] |
| 246        | Сац Наталия Ильинична              | 27.08.1903 — 18.12.1993 | Главный режиссёр — директор Московского государственного детского музыкального театра, народная артистка СССР | 26.08.1983      | [ ГС 215 ] |
| 247        | Сачава Зинаида Калениковна         | 1904 — ????             | Свинарка колхоза «Зоря» Перещепинского района Днепропетровской области | 24.06.1949      |            |
| 248        | Сачков Владимир Владимирович       | 25.01.1913 — 17.12.1994 | Заместитель главного конструктора ОКБ-52 Государственного комитета по авиационной технике СССР, Московская область                                                                                                  | 28.04.1963      | [ ГС 216 ] |
| 249        | Саюнц Маркар Галустович            | 1894 — 06.12.1974       | Звеньевой виноградарского совхоза «Азербайджан» Министерства пищевой промышленности СССР, Азербайджанская ССР | 04.09.1950      |            |
| 250        | Саякбаев Макиш                     | 1936 — 10.01.1999       | Старший чабан совхоза «Улахол» Тонского района Иссык-Кульской области | 08.04.1971      | [ ГС 217 ] |
| 251        | Саякупов Куанышбай Сарсембаевич    | 16.04.1931 — 11.07.2009 | Комбайнёр совхоза «Тас-Булак» Урджарского района Семипалатинской области | 10.12.1973      | [ ГС 218 ] |
| 252        | Саяпина Нина Васильевна            | 20.06.1930 — 04.05.1995 | Доярка совхоза «Бердский» Искитимского района Новосибирской области | 22.03.1966      | [ ГС 219 ] |
| 253        | Саяхимов Назарбек                  | 05.12.1928 — 04.04.1983 | Звеньевой мясного совхоза «Кокпектинский» Министерства совхозов СССР, Кокпектинский район Семипалатинской области                                                                                                   | 03.05.1948      | [ ГС 220 ] |

| Навигационная таблица | Навигационная таблица    |
| --------------------- | ------------------------ |
| «С»                   | Саакян — Сальникова      |
| «С»                   | Самадалашвили — Саяхимов |
| «С»                   | Сборщикова — Сечина      |
| «С»                   | Сибиркин — Сиюхов        |
| «С»                   | Скаженик — Смыслин       |
| «С»                   | Снегирёв — Союстов       |
| «С»                   | Спаривак — Стычинский    |
| «С»                   | Субаев — Сяплов          |